# Břetislav Dolejší
Břetislav Dolejší (20 de setembro de 1928 - Los Angeles, Estados Unidos, 29 de outubro de 2010) foi um futebolista da Tchecoslováquia que atuava como goleiro.

## Carreira
Dolejsi fez parte do elenco da Seleção Tchecoslovaca de Futebol que disputou a Copa do Mundo de 1958.

## Ligações Externas
- Perfil em FIFA.com (em inglês)